# Werbkowice
Werbkowice is een dorp in het Poolse woiwodschap Lublin, in het district Hrubieszowski. De plaats maakt deel uit van de gemeente Werbkowice en telt 3100 inwoners.

## Verkeer en vervoer
- Station Werbkowice LHS